# Syngonanthus acephalus
Syngonanthus acephalus är en gräsväxtart som beskrevs av Nancy Hensold. Syngonanthus acephalus ingår i släktet Syngonanthus och familjen Eriocaulaceae. Inga underarter finns listade i Catalogue of Life.